# 1924年冬季奥林匹克运动会奥地利代表团
1924年冬季奥林匹克运动会奥地利代表团参加了在法国的霞慕尼举办的1924年冬奥会。该届冬奥会上奥地利代表团收获了3金1银共计3块奖牌，位列奖牌榜第3。

## 奖牌得主

### 金牌
- 赫瑪·薩博 — 花样滑冰,女子单人
- 海伦妮·恩格尔曼和阿尔弗雷德·贝格尔 — 花样滑冰,双人滑

### 银牌
- 维利·伯克尔 — 花样滑冰, 男子单人